# Ficus hurlimannii
Ficus hurlimannii är en mullbärsväxtart som beskrevs av A. Guillaum.. Ficus hurlimannii ingår i släktet fikonsläktet, och familjen mullbärsväxter. Inga underarter finns listade i Catalogue of Life.